# Koolhoven F.K.58
Koolhoven F.K.58 – holenderski samolot myśliwski z okresu II wojny światowej skonstruowany na potrzeby lotnictwa francuskiego.

## Historia
W 1937 roku dowództwo francuskiego lotnictwa wobec braku możliwości zwiększenia produkcji samolotów wojskowych we Francji zwróciła się do wytwórni holenderskich o opracowanie i produkcję taniego samolotu myśliwskiego. Na to zamówienie odpowiedziała holenderska wytwórnia lotnicza N. V. Koolhoven Vliegtuigen z Rotterdamu. 

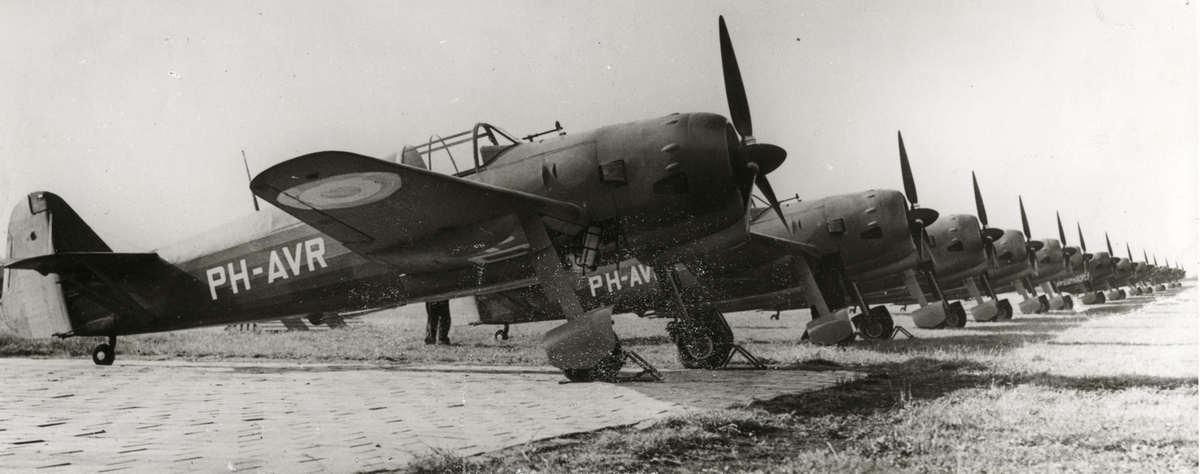
Gotowe samoloty F.K.58 na lotnisku fabrycznym firmy Koolhoven (samoloty noszą cywilne oznakowanie holenderskie oraz wojskowe oznakowanie Francji), 1939 rok

W 1938 roku inż. E. Schatzki z tej wytwórni opracował projekt samolotu myśliwskiego w układzie dolnopłata o konstrukcji mieszanej a jego prototyp zbudowano w ciągu dwóch miesięcy. W dniu 22 września 1938 roku został on oblatany i otrzymał oznaczenie Koolhoven F.K.58.  W październiku zaprezentowano go francuskiemu dowództwu lotnictwa a następnie skierowano do prób w Cazaux we Francji.
Ponieważ próby wypadły pomyślnie francuskie władze wojskowe w styczniu 1939 roku złożyły zamówienie na 50 sztuk samolotów tego typu, z zamiarem przeznaczenia ich dla swoich wojsk stacjonujących na terytoriach zamorskich. 
Zamówienie to dotyczyło dwóch odmian tego samolotu, które różniły się tylko zastosowanym w nich silnikiem. Pierwsza oznaczona Koolhoven F.K.58 – wyposażona w silnik Hispano-Suiza 14Aa10 a druga  Koolhoven F.K.58A – wyposażona w silnik Gnôme-Rhône 14N16. Rozpoczęto więc produkcję tych samolotów i od 17 czerwca 1939 roku zaczęto dostarczać je Francji. Dostawy przerwano w dniu 18 września 1939 roku z powodu braku dostaw silników. W tym okresie zbudowano 18 samolotów z tego 11 w wersji F.K.58A i 7 w wersji F.K.58. 
Dalsze samoloty przejął rząd holenderski, przy czym miały być one produkowany z silnikami Bristol Taurus, lecz z uwagi na ofensywę niemiecką, zbudowano tylko dwa prototypy z tym silnikiem.

## Użycie w lotnictwie
Samoloty Koolhoven F.K.58 miały być przeznaczone dla wojsk znajdujących się w terytoriach zamorskich Francji, zwłaszcza Indochin. Jednak po wybuchu II wojny światowej podjęto decyzję o ich pozostawieniu na terytorium Francji z przeznaczeniem do eskadr obrony powietrznej kraju. 
Pod koniec 1939 roku zaczęto z nich tworzyć klucze i eskadry do osłony obiektów strategicznych i węzłów komunikacyjnych, których pilotami byli głównie Polacy. Wyposażono w nie następujące polskie jednostki lotnicze: 
- I KK „Kr” - Etampes (ECD I/55)
- VII KK/Zespół Nr 8 - 1 Eskadra (Koolhoven/Clermont)
- VIII KK/Zespół Nr 9 - 2 Eskadra (Koolhoven/Salon)

Łącznie Polacy latali na 14 samolotach tego typu. 

## Opis konstrukcji
Samolot Koolhoven F.K.58 był to jednomiejscowy samolot myśliwski, dolnopłat o konstrukcji mieszanej.
Kadłub spawany z rur stalowych, w przedniej części pokryty blachą, w tylnej płótnem na drewnianych wręgach. W przedniej części znajdował się silnik, zanim zakryta kabina pilota. 
Skrzydła i stateczniki całkowicie drewniane, pokryte sklejką. Lotki i stery o szkielecie metalowym, pokryte płótnem.
Podwozie klasyczne – wciągane w locie. 
Uzbrojenie składało się z 4 karabinów maszynowych – stałych, umieszczone w owiewkach pod skrzydłami, po dwa na każdym płacie.  